# Handelshochschule Berlin

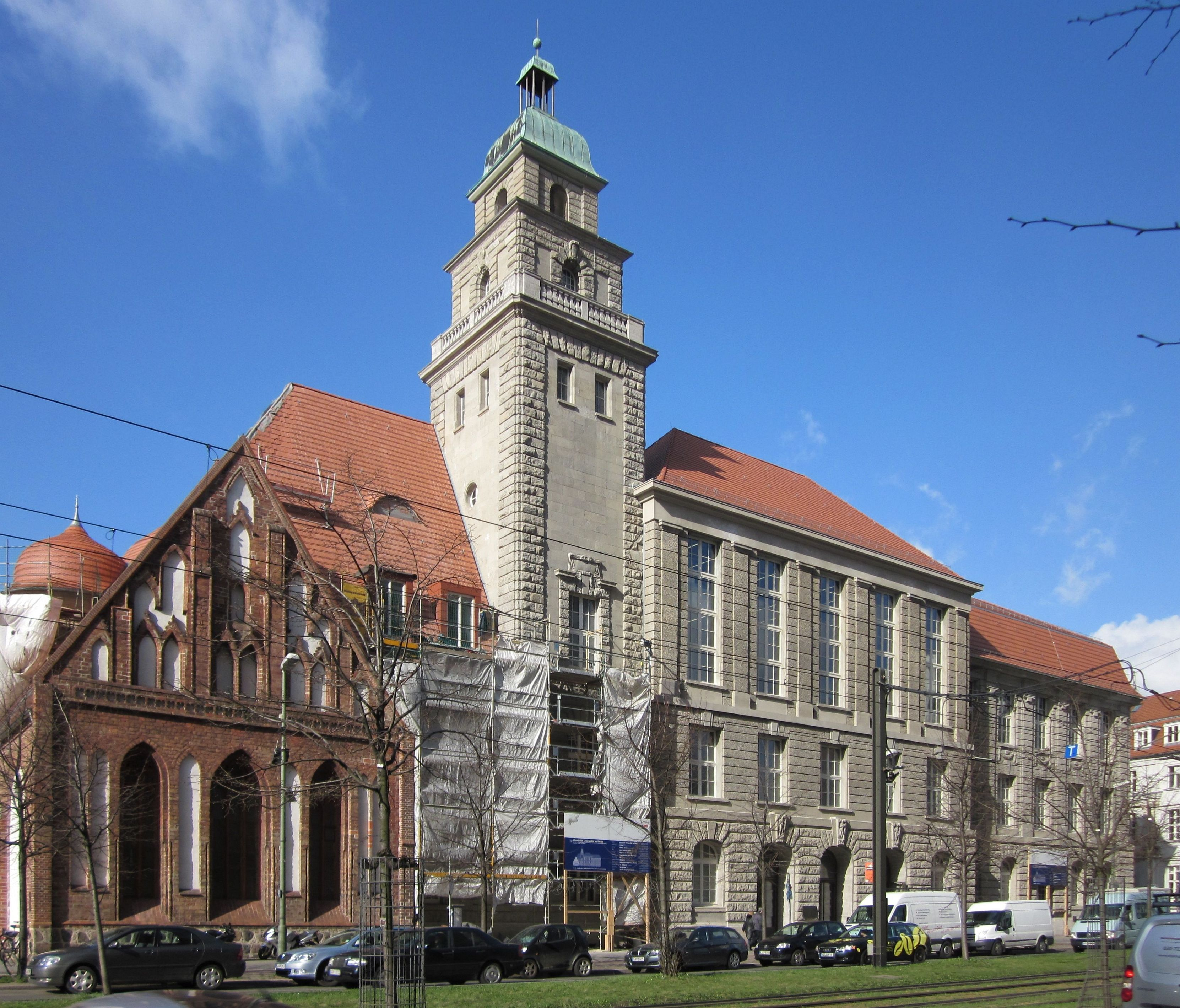
Handelshögskolan från Spandauer Strasse, till vänster Heilig-Geist-Kapelle

Handelshochschule Berlin (senare Wirtschaftshochschule Berlin) var från 1906 till 1946 en handelshögskola belägen vid Spandauer Strasse 1 i Berlin. Efter andra världskriget integrerades verksamheten i den ekonomiska fakulteten vid Humboldt-Universität zu Berlin.
Byggnaden uppfördes 1904–1906 efter ritningar av arkitektfirman Cremer & Wolffenstein i närheten den dåvarande Börsen och Handelskammaren. I byggnadskomplexet, som idag är ett byggnadsminne, integrerades kapellet från Berlins Helgeandshospital, en av de äldsta bevarade byggnaderna i Berlin från omkring år 1300.

## Hedersdoktorer
- Sven Hedin, upptäcktsresande, 1931
- Josef Hellauer, företagsekonom, 1931
- Theodor Leipart, företagare
- Philipp Möhring, jurist
- Frederic M. Sackett, diplomat

## Lärare i urval
- Moritz Julius Bonn
- Friedrich Burgdörfer
- Franz Eulenburg
- Heinrich Hunke
- Konrad Mellerowicz
- Gerhard von Mende
- Emil Heinrich Meyer
- Heinrich Nicklisch
- Georg Obst
- Hugo Preuss
- Heinrich Rittershausen
- Carl Schmitt
- Hans Schneider
- Werner Sombart
- Edmund Veesenmayer
- Werner Weber
- Georg Wegener
- Werner Ziegenfuß

## Studenter i urval
- Yngve Larsson, sedermera borgarråd i Stockholm
- Heinrich Bredenbreuker, bankdirektör
- Bernhard Hartmann
- Paul Heimann (1901–1967), sedermera professor vid Hochschule Berlin
- Hermann Krause, rättshistoriker
- Hans Seischab
- J. Hermann Siemer